# Jacob Storbjörk
Jacob Johan Storbjörk, född 23 juni 1994 i Jakobstad, är en finlandssvensk politiker (socialdemokrat).

## Biografi
Jacob Storbjörk är uppvuxen i Jakobstad och är nu mera bosatt i Grankulla. Storbjörk blev invald som 18-åring i Jakobstads stadsfullmäktige för första gången i kommunalvalet 2012 och var fullmäktigeledamot i Jakobstad fram till år 2021 I riksdagsvalet 2023 ställde han upp i Vasa valkrets och fick 925 röster. Nu är han uppställd i kommunalvalet i Grankulla.
Storbjörk har innehaft flera uppdrag i SDP och bland annat lett den finlandssvenska socialdemokratiska kretsen i Österbotten, FSD Österbotten.  Därtill har han varit 1:a vice ordförande för Finlands Svenska Socialdemokrater under åren 2020-2021. Därtill varit värd för Arbetarbladets podcast Proggispodden tillsammans med Rebecca Åkers.
Storbjörk jobbar som riksdagsassistent för riksdagsledamot Johan Kvarnström och Anna-Kristiina Mikkonen, samt svenskspråkig informatör för SDP:s riksdagsgrupp. Till utbildning är han statsvetare (politices magister) från Åbo Akademi. Storbjörk var 1:a vice ordförande under åren 2017-2021 i Svenska Finlands folkting. År 2018 var han styrelsemedlem i Åbo Akademis Studentkår.

### Familj
Jacob Storbjörk är gift med Ursula Storbjörk.